# 贺绿汀故居
贺绿汀故居位于中国湖南省邵东市九龙岭镇绿汀村（原新庵堂村），是音乐家贺绿汀生长的地方，是湖南省文物保护单位，建于清同治五年（1866年），故居坐东南朝西北，呈“凹”字形布局，依山傍水，前有池塘，后环青山，院内共有房屋21间，建筑面积1850平方米。

## 历史沿革
贺绿汀故居建于清同治五年（1866年）。光绪二十九年（1903年）7月20日，贺绿汀先生诞生于此，在此度过童年直至民国元年（1912年）外出求学。
民国十一年（1922年），毕业后在家乡的仙槎小学当教员居住于此，直至民国十二年（1923年）春，考入长沙岳云中学艺术专修科。民国二十一年（1932年）暑期，贺绿汀先生在此结婚。
中华人民共和国成立后，贺绿汀先生先后四次回家探亲,为家乡捐款捐物。2006年，贺绿汀故居被列为湖南省文物保护单位。

## 贺绿汀简介
贺绿汀先生是知名的音乐家，曾长期担任上海音乐学院院长，曾任中国文联副主席，中国音协名誉主席，国际音理会终身荣誉会员。知名作品有《天涯歌女》、《四季歌》、《游击队之歌》、《嘉陵江上》、《牧童短笛》等，管弦乐《森吉德玛》、《晚会》等，并著有《贺绿汀音乐论文选集》。

## 图集

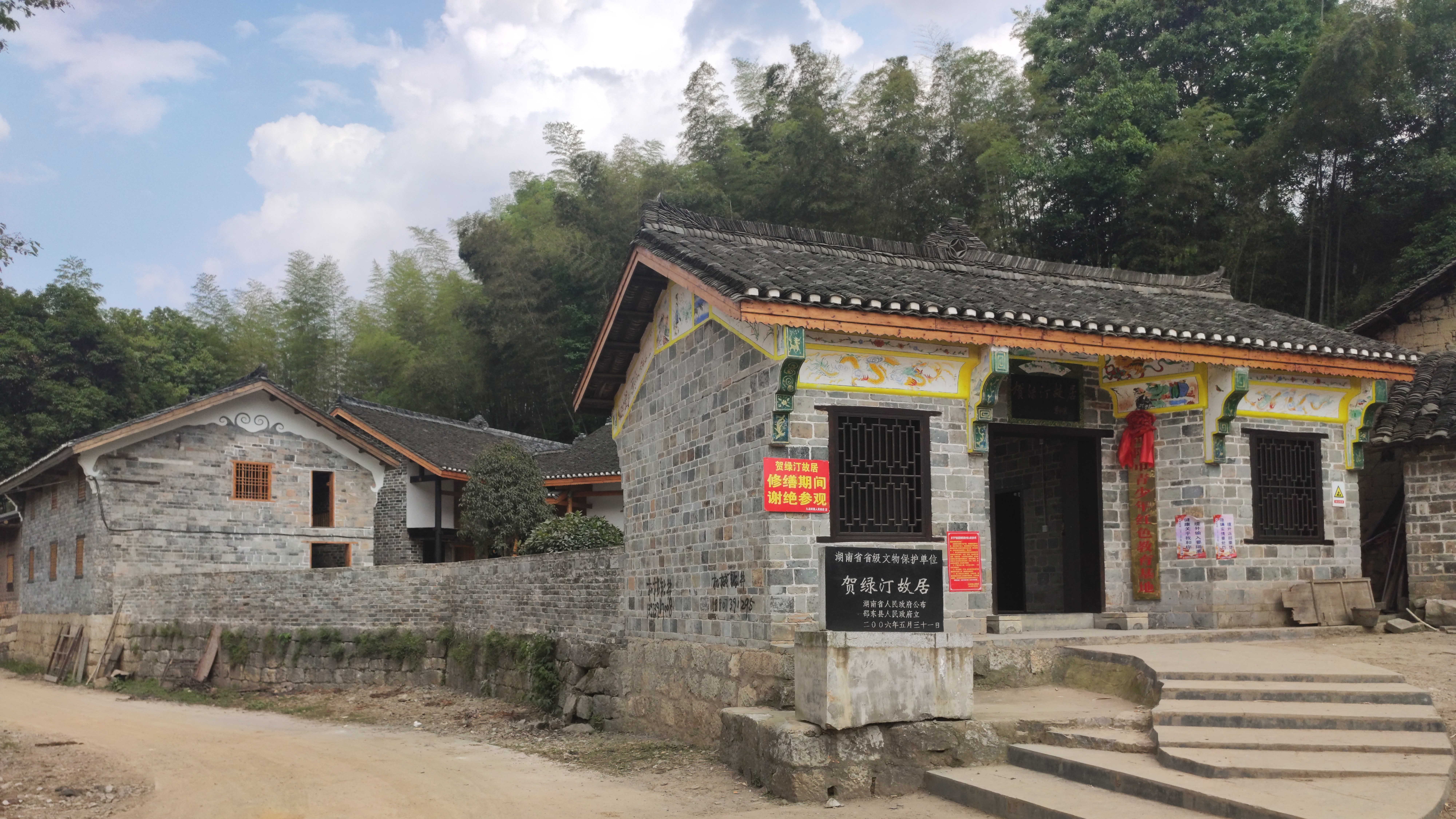
总览
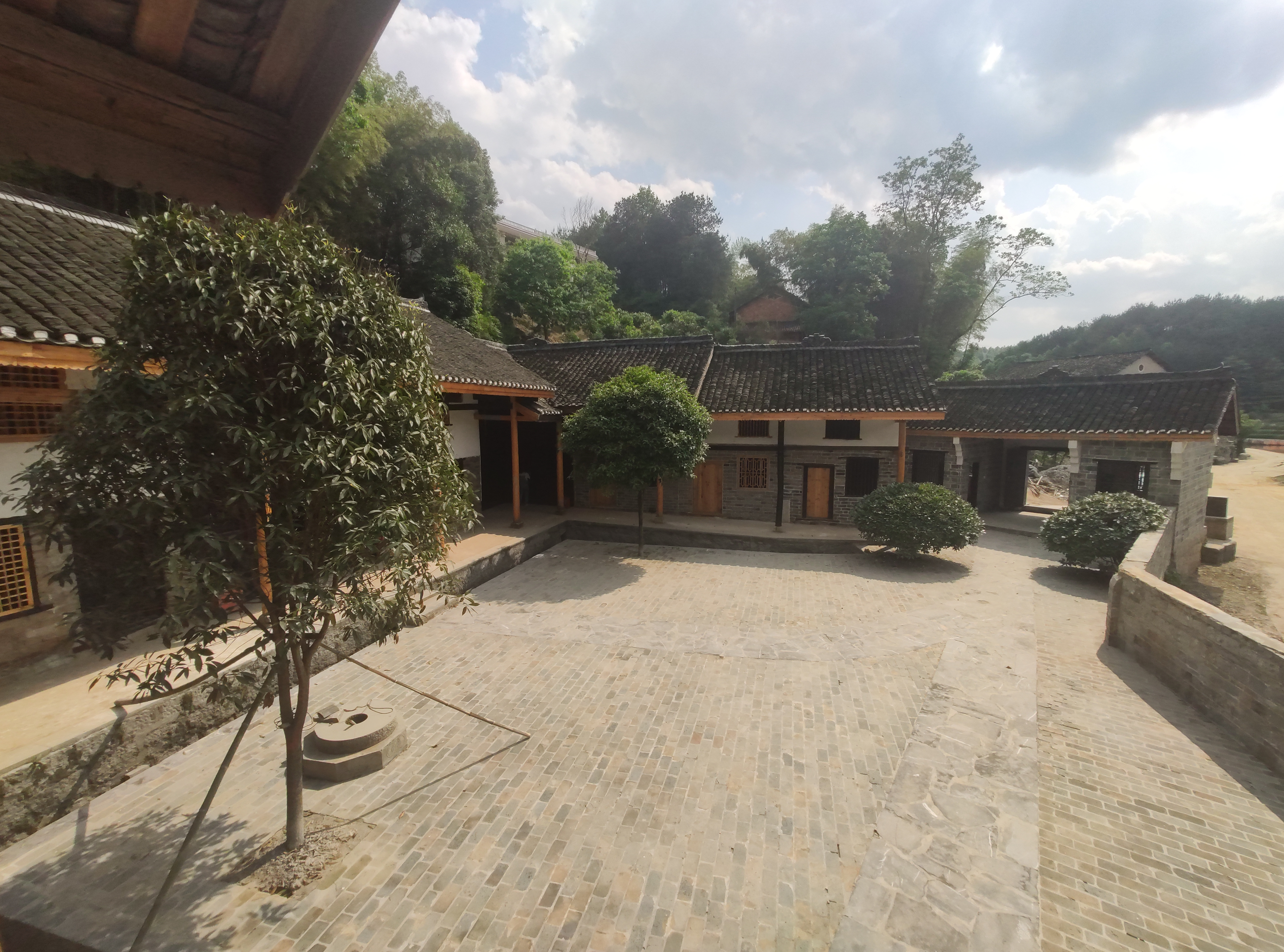
院子
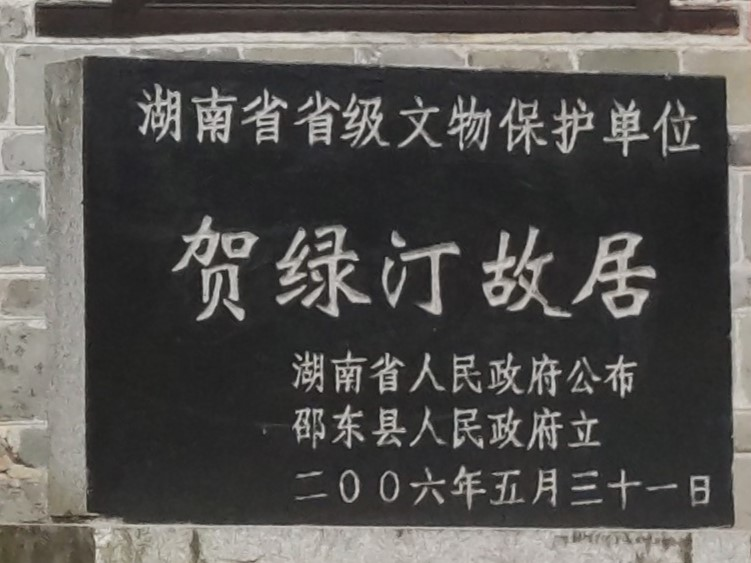
文保碑
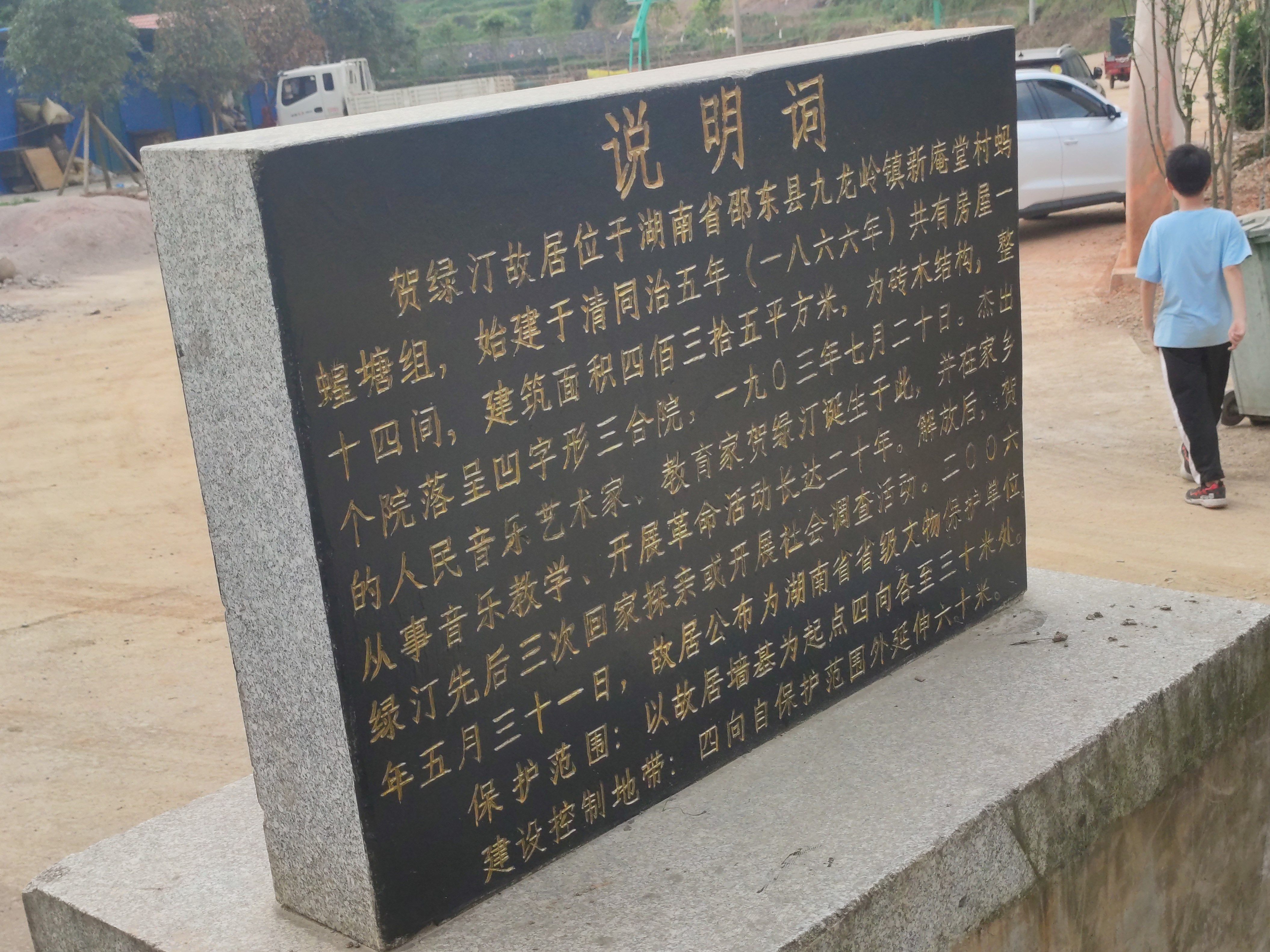
文保碑说明词
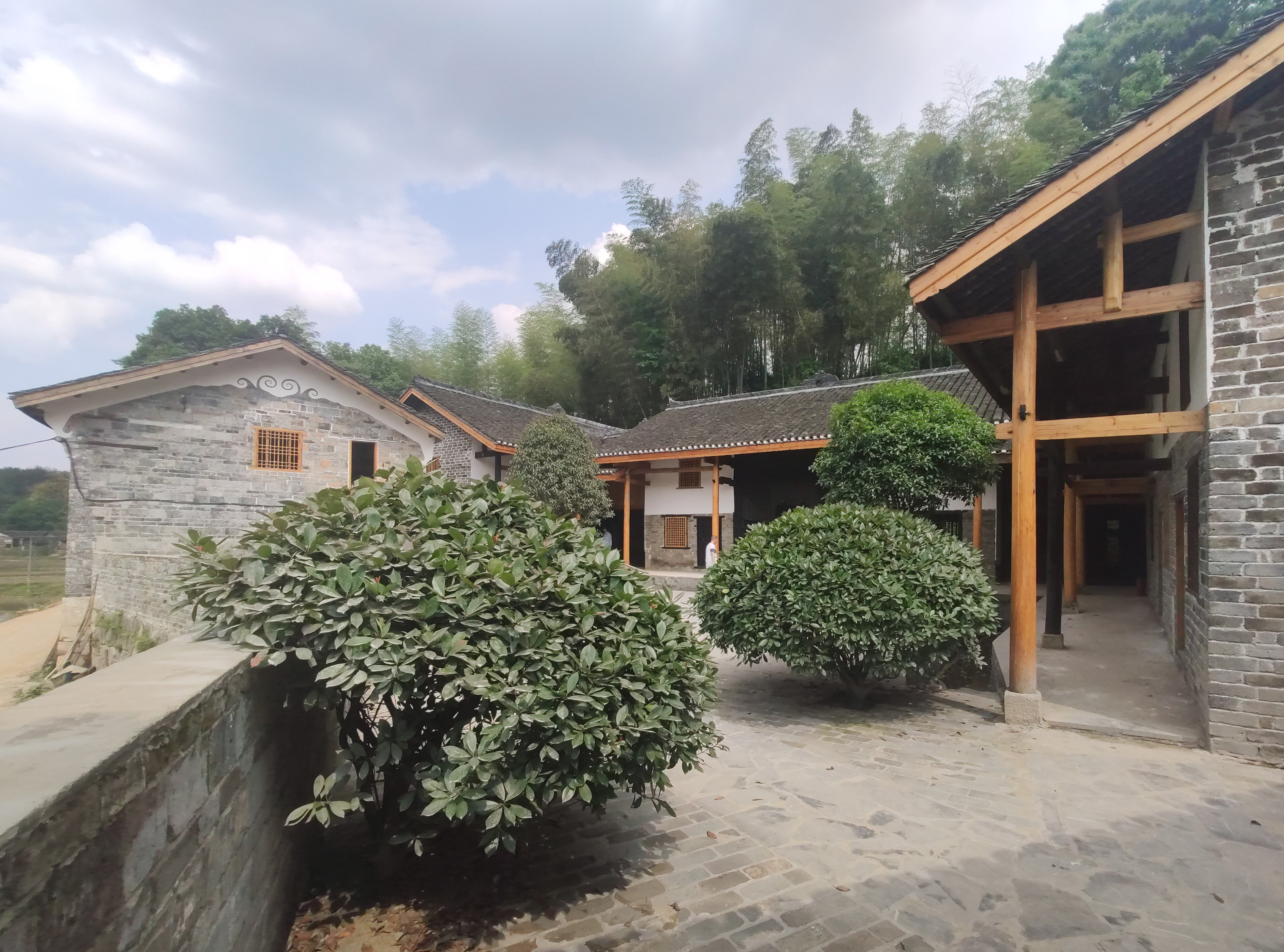
偏门视角
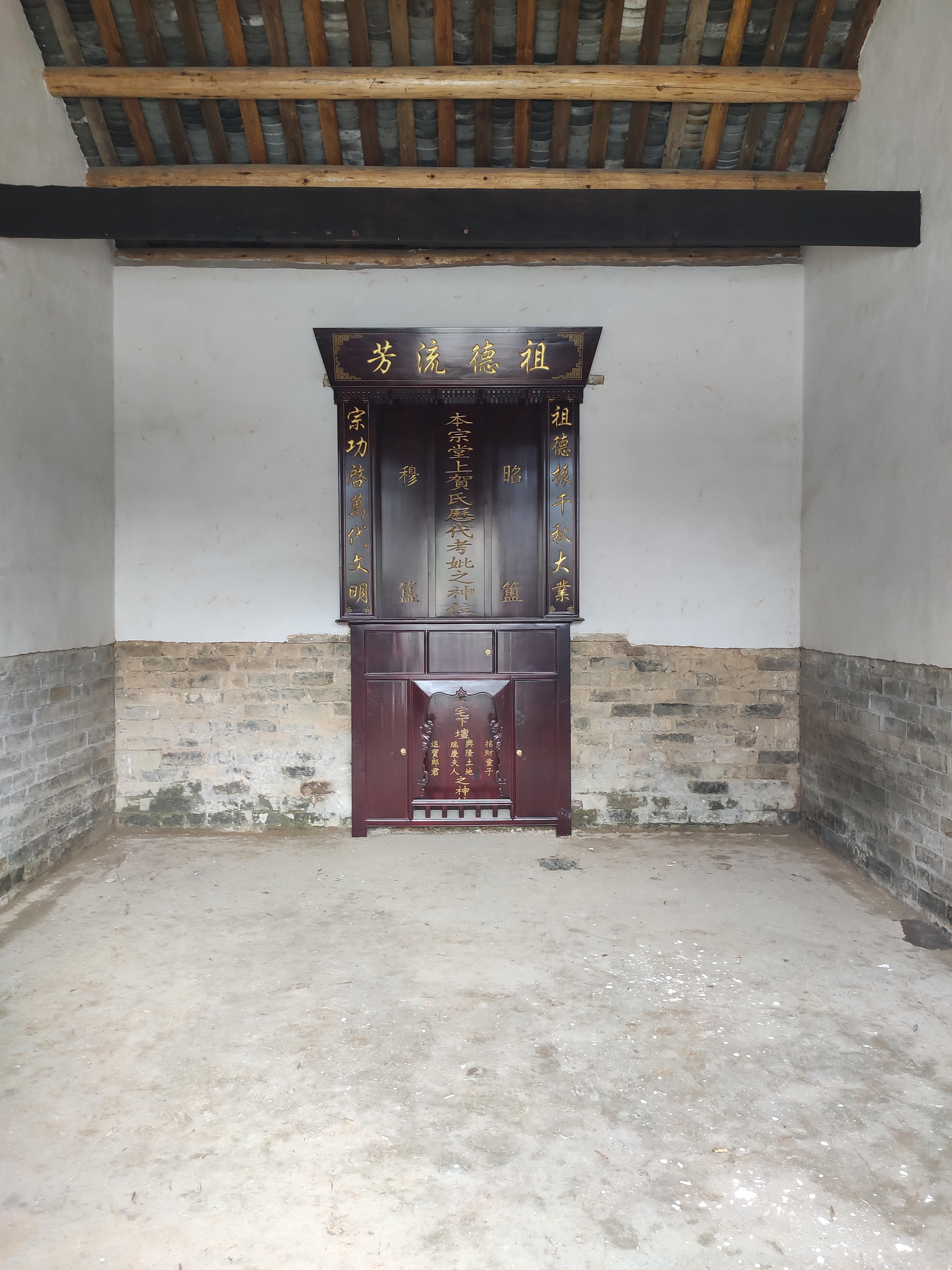
堂屋
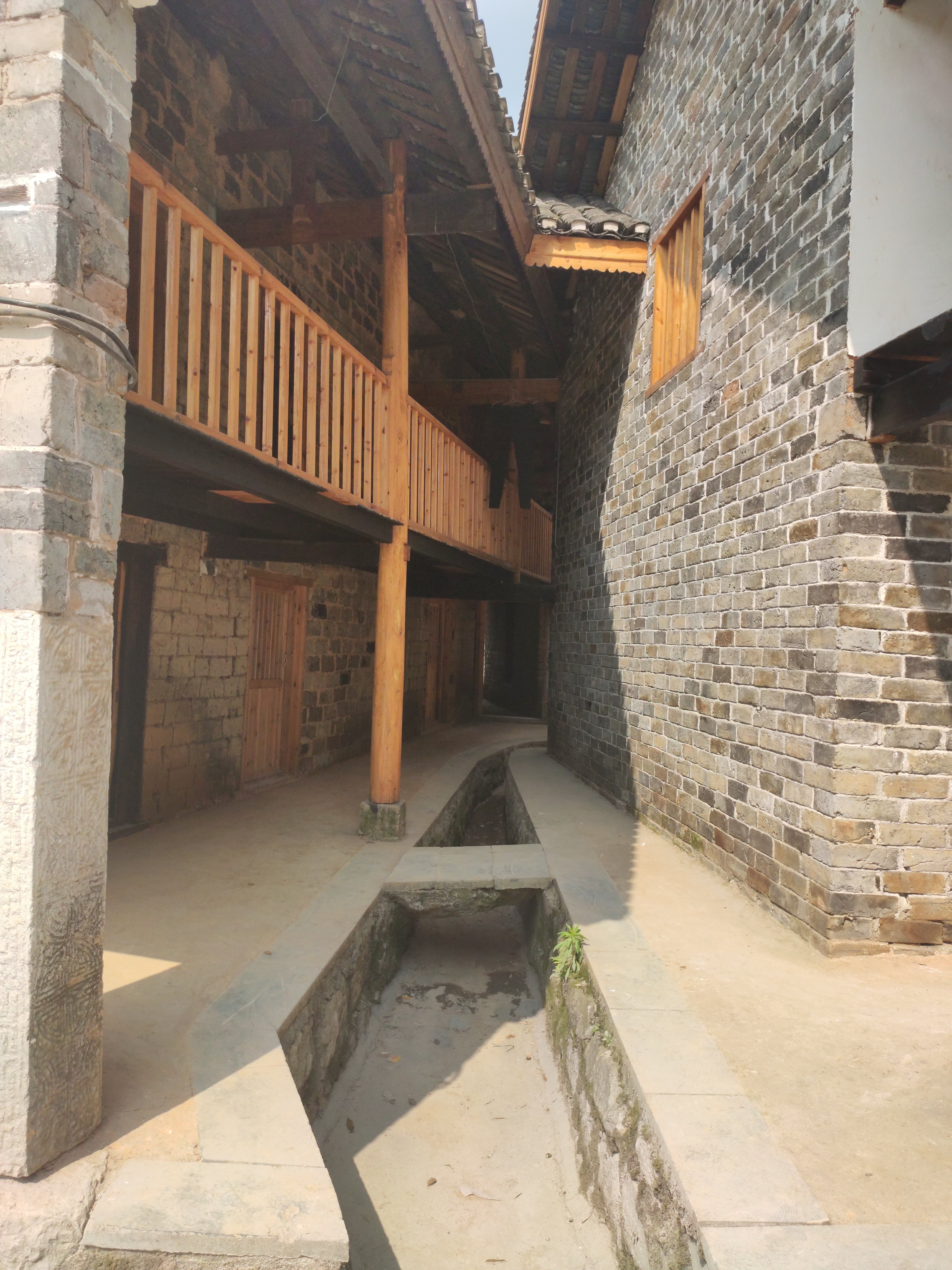
侧房
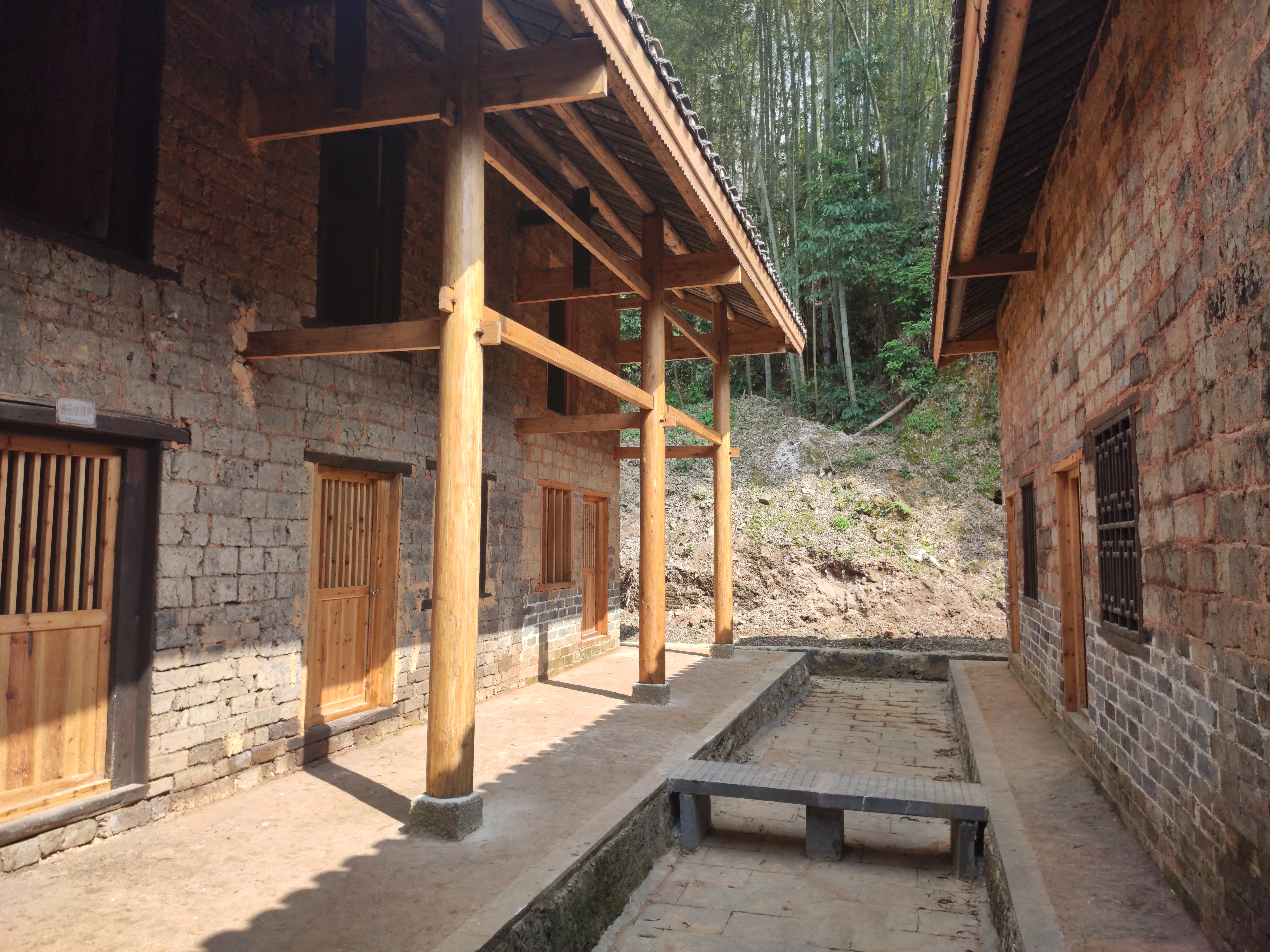
侧房
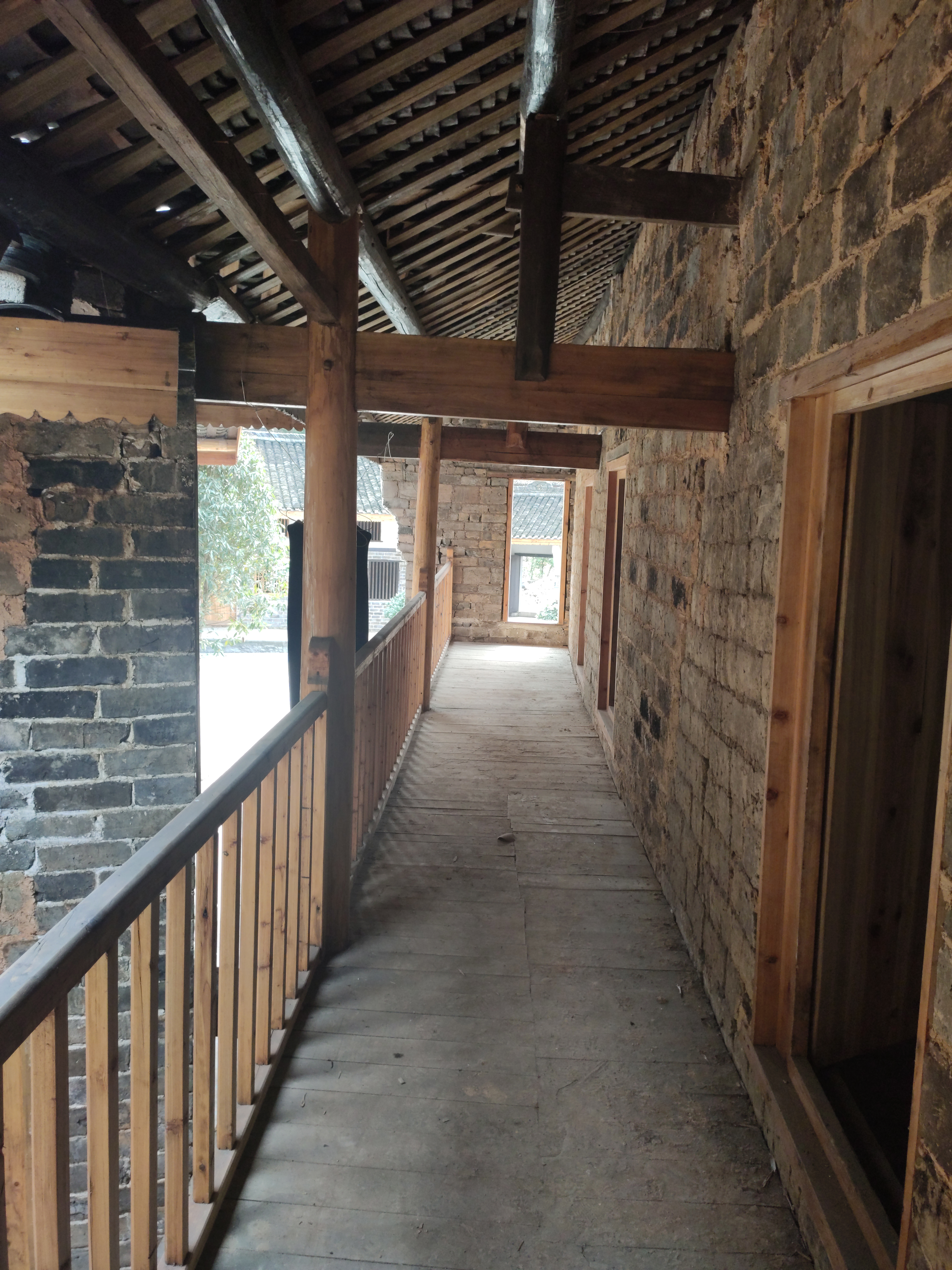
侧房
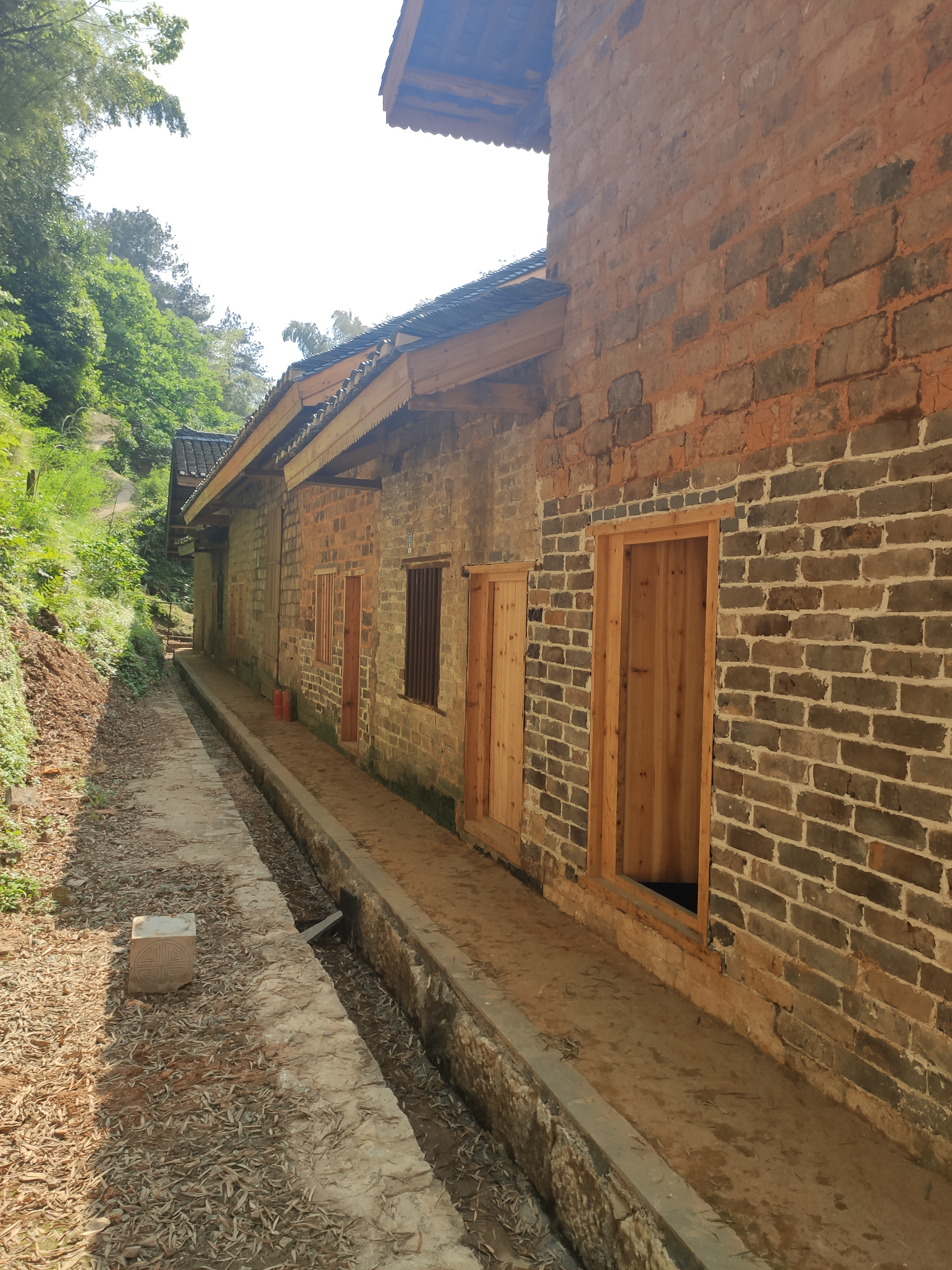
屋后